# Jiří Cacák
Jiří Cacák (* 23. září 1970) je bývalý český fotbalista, útočník.

## Fotbalová kariéra
V české lize hrál za FC Bohemians Praha. Nastoupil v 7 ligových utkáních a dal 1 gól. V nižších soutěžích hrál i za FK Slavoj Vyšehrad a FC Zličín.

## Ligová bilance
| Ročník                          | Zápasy | Góly | Klub               |
| ------------------------------- | ------ | ---- | ------------------ |
| 1. česká fotbalová liga 1996/97 | 7      | 1    | FC Bohemians Praha |
| CELKEM 1. liga                  | 7      | 1    |                    |